# Mbulaeni Mulaudzi

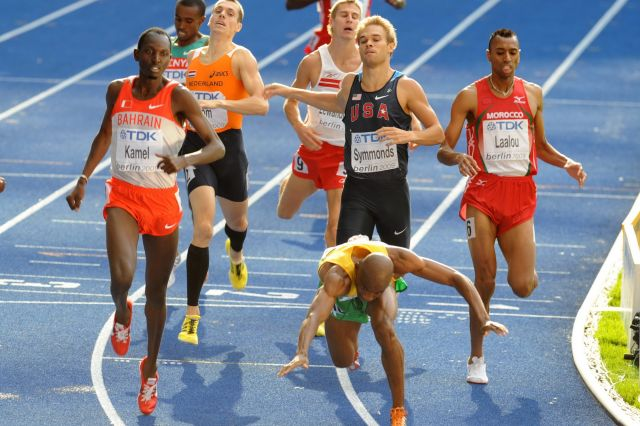
De uiterst spannende finish van de 800 m tijdens de WK van 2009 in Berlijn, met Mulaudzi die na zijn overwinning ter aarde stort.

Mbulaeni Tongai Mulaudzi (Muduluni, 8 september 1980 – 24 oktober 2014) was een Zuid-Afrikaanse middellange-afstandsloper, die zich had gespecialiseerd in de 800 m. Hij nam tweemaal deel aan de Olympische Spelen.

## Loopbaan

### Eerste successen
Zijn eerste succes behaalde hij in 1999 door op de Afrikaanse kampioenschappen voor junioren een gouden medaille te winnen op de 800 m. Een jaar later behaalde hij zijn eerste medaille bij de senioren door op de Afrikaanse kampioenschappen het zilver te veroveren in een tijd van 1.46,28.
In 2002 vestigde Mulaudzi voor de eerste keer de aandacht van de wereld op zich door eerste te worden op de 800 m tijdens de Gemenebestspelen in Manchester, Engeland. Het jaar erop werd hij derde op dezelfde afstand in 1.44,90 op de wereldkampioenschappen in Parijs achter de Algerijn Djabir Saïd-Guerni en de Rus Joeri Borzakovski.

### Wereldindoorkampioen
Een van de beste atletiekjaren van Mbulaeni Mulaudzi was 2004. In dat jaar won hij tijdens de wereldindoorkampioenschappen in Boedapest met een tijd van 1.45,71 allereerst goud op de 800 m. Later dat jaar veroverde hij op de Olympische Spelen in Athene ook nog eens een zilveren medaille, door op de 800 m in 1.44,61 slechts in Joeri Borzakovski zijn meerdere te hoeven erkennen.
Ook het jaar 2006 was hem goedgezind. Hij won in dit jaar bijna alle 800 m-races waaraan hij deelnam. Alleen tijdens de WK indoor in Moskou moest hij de sterke Keniaan Wilfred Bungei voor laten gaan, zij het met het kleinst mogelijke verschil: één honderdste van een seconde. Op 9 september, tijdens de IAAF Wereldatletiekfinale in Stuttgart, was de Zuid-Afrikaan echter met 1.46,99 te snel voor zowel de kersverse Europese 800 m-kampioen Bram Som als diezelfde Bungei.

### Teleurstelling in Osaka
Bij de WK in 2007 ging Mulaudzi op de 800 m als de grote favoriet van start. Tot dan toe had de Zuid-Afrikaan immers een prima seizoen gekend. Met 1.43,74 stond hij vlak voor de start van deze WK bovenaan de wereldranglijst. Bovendien verbeterde hij op 7 augustus tijdens de DN Galan Super Grand Prix in Stockholm een oeroud Zuid-Afrikaans record: op de 1000 m finishte hij achter Belal Mansoor Ali in 2.15,86.
Het lopen van snelle tijden op een middellange afstand is echter heel iets anders dan het winnen van een titel in een belangrijk mondiaal toernooi. Mulaudzi ondervond dit op de 800 m in Osaka. Zoals verwacht won hij zijn serie en ook in de halve finale kwam Mulaudzi met een tweede plaats in 1.44,71 goed voor de dag. Maar de finale werd, zoals zo vaak op deze afstand, een tactisch steekspel, uitmondend in een massale eindsprint. Ter illustratie: het verschil tussen de winnende tijd (1.47,09) en die van nummer acht (1.47,58) was minder dan een halve seconde. In dit geweld sneuvelde Mbulaeni Mulaudzi, die op een teleurstellende zevende plaats in 1.47,52 binnenkwam.

### Favorietenrol niet waargemaakt
Toch ging hij in maart 2008 op het WK indoor in Valencia opnieuw als de grote favoriet van start, zeker nadat bekend was geworden dat de Keniaan Bungei vanwege een blessure niet aanwezig zou zijn. Opnieuw ging echter de titel aan Mulaudzi's neus voorbij. Maar deze keer was er geen houden aan. Nadat hij zijn serie en halve finale ongeschonden had overleefd, liep hij in de finale voortdurend achter de feiten aan in de persoon van de achttienjarige Soedanees Abubaker Kaki Khamis, die als een komeet van start ging en zichzelf en de gehele wereld verraste door zijn moordende tempo tot de finish vol te houden. De winnende 1.44,81 van Kaki Khamis was de beste jaartijd en de vijfde beste wereldtijd die ooit op een indoorbaan werd gelopen. Mulaudzi restte, ondanks een Zuid-Afrikaans record in 1.44,91, slechts het zilver.
Op de Olympische Spelen in Peking later dat jaar bleven Mulaudzi's prestaties beneden de verwachtingen. In zijn serie finishte hij als tweede in 1.47,64, maar in de halve finale kon hij zich niet meten met de snelsten en eindigde hij in 1.46,24 op de zesde plaats, onvoldoende om zich te plaatsen voor de finale.

### Wereldkampioen
Na de teleurstellende ervaringen in voorgaande jaren zette Mbulaeni Mulaudzi in 2009 de kroon op zijn werk door op de WK in Berlijn op de 800 m na een verwoestende eindsprint, waarbij de nummers één tot en met zeven allen binnen de 1.46 finishten (de Nederlander Bram Som werd zevende in 1.45,86), naar de overwinning te snellen in 1.45,29.
Ook voor wat betreft zijn beste tijden ooit was 2009 zijn beste jaar: op de 800 m liep hij aan het eind van het outdoorseizoen in Rieti 1.42,86, terwijl hij helemaal aan het begin van het jaar in eigen land op de 1500 m, een afstand die hij weinig liep, reeds tot 3.38,55 was gekomen.

### Einde atletiekloopbaan en overlijden
Zijn laatste optreden dateert van 25 mei 2013, toen Mulaudzi tijdens de Adidas Grand Prix in New York, deel uitmakend van het Diamond League-circuit, op de 800 m vierde werd in 1.47,46. Daarna zette hij een punt achter zijn atletiekloopbaan.
Mulaudzi kwam op 34-jarige leeftijd bij een auto-ongeluk op weg naar Johannesburg om het leven.

## Titels
- Wereldkampioen 800 m - 2009
- Wereldindoorkampioen 800 m - 2004
- Gemenebestkampioen 800 m - 2002
- Zuid-Afrikaans kampioen 800 m - 2001, 2002, 2003, 2005, 2006
- Afrikaans jeugdkampioen 800 m - 1999

## Persoonlijke records
Outdoor
| Onderdeel | Tijd         | Datum            | Plaats    |
| --------- | ------------ | ---------------- | --------- |
| 800 m     | 1.42,86      | 6 september 2009 | Rieti     |
| 1000 m    | 2.15,86 (NR) | 7 augustus 2007  | Stockholm |
| 1500 m    | 3.38,55      | 6 februari 2009  | Durban    |

Indoor
| Onderdeel | Prestatie    | Datum        | Plaats   |
| --------- | ------------ | ------------ | -------- |
| 800 m     | 1.44,91 (NR) | 9 maart 2008 | Valencia |

## Palmares

### 800 m
Kampioenschappen
- 1999:  Afrikaanse juniorenkamp. - 1.49,13
- 2000:  Afrikaanse kamp. - 1.46,28
- 2001: 6e WK - 1.45,01
- 2002:  Afrikaanse kamp. - 1.46,20
- 2002:  Gemenebestspelen - 1.46,32
- 2003:  Afrikaanse Spelen - 1.46,44
- 2003:  WK - 1.44,90
- 2003: 5e Wereldatletiekfinale - 1.46,42
- 2004:  WK indoor - 1.45,71
- 2004:  OS - 1.44,61
- 2004: 5e Wereldatletiekfinale - 1.46,45
- 2005: 5e Wereldatletiekfinale - 1.47,22
- 2006:  WK indoor - 1.47,16
- 2006: 6e Afrikaanse kamp. - 1.47,94
- 2006:  Wereldatletiekfinale - 1.46,99
- 2006:  Wereldbeker - 1.45,14
- 2007: 7e WK - 1.47,52
- 2007:  Wereldatletiekfinale - 1.45,67
- 2008:  WK indoor - 1.44,91
- 2008: 6e ½ fin. OS - 1.46,24
- 2009:  WK - 1.45,29
- 2009:  Wereldatletiekfinale - 1.45,53

Golden League-podiumplekken
- 2001:  Bislett Games – 1.45,04
- 2003:  Bislett Games – 1.44,11
- 2003:  Meeting Gaz de France – 1.44,12
- 2003:  Golden Gala – 1.44,00
- 2003:  Weltklasse Zürich – 1.44,12
- 2003:  Memorial Van Damme – 1.42,89
- 2003:  ISTAF – 1.45,00
- 2005:  Meeting Gaz de France – 1.46,00
- 2005:  Golden Gala – 1.44,70
- 2005:  Bislett Games – 1.44,15
- 2005:  ISTAF – 1.44,26
- 2006:  Weltklasse Zürich – 1.43,38
- 2006:  ISTAF – 1.44,37
- 2007:  Golden Gala – 1.46,37
- 2007:  Memorial Van Damme – 1.44,40
- 2008:  Bislett Games – 1.44,04
- 2008:  Golden Gala – 1.44,61
- 2008:  ISTAF – 1.44,68
- 2009:  Weltklasse Zürich – 1.44,03

Diamond League-podiumplekken
- 2010:  Adidas Grand Prix – 1.44,38
- 2010:  Athletissima – 1.43,58
- 2010:  Meeting Areva – 1.44,11
- 2010:  Herculis – 1.43,29
- 2011:  Golden Gala – 1.45,50
- 2011:  Adidas Grand Prix – 1.46,68

1983 Willi Wülbeck ·
1987 Billy Konchellah ·
1991 Billy Konchellah ·
1993 Paul Ruto ·
1995 Wilson Kipketer ·
1997 Wilson Kipketer ·
1999 Wilson Kipketer ·
2001 André Bucher ·
2003 Djabir Saïd-Guerni ·
2005 Rashid Ramzi ·
2007 Alfred Kirwa Yego ·
2009 Mbulaeni Mulaudzi ·
2011 David Rudisha ·
2013 Mohammed Aman · 
2015 David Rudisha · 
2017 Pierre-Ambroise Bosse · 
2019 Donavan Brazier · 
2022 Emmanuel Korir · 
2023 Marco Arop
- World Athletics: 14220770
- Library of Congress Control Number: no2010045572
- Virtual International Authority File: 108079782
- WorldCat: E39PBJfMkKvyCrg7pdVvDWTJXd